# Quétaine
L'adjectif quétaine, plus rarement orthographié kétaine, est un québécisme familier qui sert à qualifier ce « qui est jugé d’un goût douteux qui prête au ridicule ». Le sens de ce mot est proche de celui de kitsch. Certains rapprochements sémantiques peuvent aussi être faits avec l'adjectif familier « ringard », lequel est notamment utilisé en France.

## Origines
La première attestation connue du mot quétaine (avec la graphie quétenne) remonte à 1950 et provient de Saint-Hyacinthe.
Plusieurs étymologies profanes tentent d'expliquer les origines de quétaine. Selon le linguiste Gabriel Martin, les explications selon lesquelles quétaine provient de gitane, des patronymes Keating ou Keaton ou du nom de la compagnie K-tel sont fantaisistes. Il estime plus probable que quétaine soit « apparenté aux mots quêteux et quêteur, desquels il dérive possiblement », une hypothèse qu'il attribue au linguiste Claude Poirier et qu'il renforce en mettant au jour des données supplémentaires.
Selon lui, « [l]a présence du suffixe -aine s'expliquerait par sa proximité avec -in, que l'on utilise de manière plus ou moins péjorative pour désigner un groupe de personnes en fonction d'une caractéristique ou d'un comportement. » Il ajoute que « la forme quétaine pourrait être héritée de France, où des archaïsmes tels que quatains, quétans et questains ont déjà servi à désigner les mendiants et les quêteurs d'aumônes ».